# Louis-Bertrand Gillon
Louis-Bertrand Gillon OP (* 8. Oktober 1901 in Paris; † 28. September 1987 in Nizza) war ein französischer Ordensgeistlicher.

## Leben
Die Einkleidung für die Provinz Toulouse fand am 23. September 1926 im Dominikanerkloster Saint-Maximin-la-Sainte-Baume, die einfache Profess am 24. September 1927 in Saint-Maximin, die feierliche Profess am 3. Oktober 1930 in Saint-Maximin und die Priesterweihe am 25. Juli 1931 in Saint-Maximin. Er war Professor für dogmatische Theologie in Saint-Maximin, dann für Theologie am Angelicum und Experte beim II. Vatikanischen Konzil.

## Schriften (Auswahl)
- La théorie des oppositions et la théologie du péche au XIIIe siècle. Paris 1937, OCLC 4068088
- Le Bienheureux Innocent V (Pierre de Tarentaise) et son temps. Città del Vaticano 1972, OCLC 493169616.